# Étienne-Gabriel Morelly
Étienne-Gabriel Morelly (Vitry-le-François, 1717 – valószínűleg 1778, esetleg 1782) francia filozófus, utópikus szocialista gondolkodó, pedagógiai szakíró.

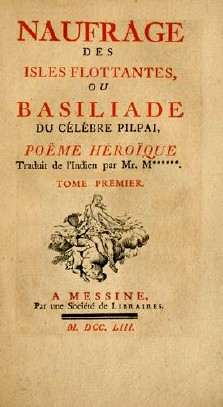
Morelly 1753-ban megjelent Az úszó szigetek elsüllyedése (Naufrage des isles flottantes) című művének címlapja

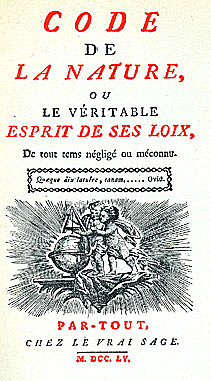
Az 1755-ben megjelent A természet törvénykönyve (Code de la Nature) címlapja

Morelly a felvilágosodás korának „elfeledett filozófusa”. Írásainak egy része kéziratban maradtak fenn. Nyomtatásban megjelent műveit sokan egészen a huszadik század elejéig Denis Diderot-nak tulajdonították.

## Élete és munkássága
Morellyt leginkább valamiféle titokzatos mesternek, tanítónak tekintik, akinek életéről szinte semmit sem tudunk, kivéve, hogy Észak-Franciaországban, Vitry-le-François kisvárosában élt és feltehetően ott is hunyt el. Egyes források szerint adóhivatalnok és tanár volt.
Fiatalabb korában először oktatási és nevelési kérdésekkel foglalkozott, amely témában legalább két könyvet írt. Egy művet szentelt Montesquieu kritikájának.
Messinában, 1753-ban nyomtatták ki Az úszó szigetek elsüllyedése, avagy a híres Bilpai Baziliádja (Naufrage des isles flottantes, ou Basiliade du célèbre Pilpai) című utópisztikus államregényét, ami éles kritikai visszhangra lelt Franciaországban.
Ezekre válaszul jelentette meg talán leghíresebb művét, A természet törvénykönyve (Code de la nature) című munkáját. Morelly minden baj forrásának a magántulajdon következtében fellépő egyéni érdekek érvényesülését, a kapzsiságot és haszonlesést tekinti. A magántulajdon eltörlésében nem a kizsákmányolás megszüntetését, hanem a természetes rend visszaállítását látja.
Morelly jelentősége abban van, hogy ő az első filozófus, aki eljut a szocializmus sőt a kommunizmus gondolatáig. A természet törvénykönyvében a magántulajdont teszi felelőssé, bélyegzi meg az emberek nyomorúságáért, és az utópista szocializmus elméletének egy kezdetleges formáját körvonalazta. Megfogalmazza a három alapvető és szent törvényt, „melyek egy társadalom összes bűneit, rosszaságait gyökerestől kiirtják”. Ezek:
- a magántulajdon eltörlése
- állami rendszer az oktatás, a segítségnyújtás és a szolidaritás szervezésében
- egy olyan együttműködési rendszer, amely leginkább Saint-Simon későbbi aforizmájára emlékeztet, és közérthetőbb marxi megfogalmazásban mindenki képességei szerint dolgozik és a megtermelt javakból szükségletei szerint részesedik.

Mindezekkel Morelly olyan későbbi szocialista és kommunista gondolkodók jelentős előfutárának tekinthető mint Gracchus Babeuf, Charles Fourier, Pierre-Joseph Proudhon, Louis Blanc, Friedrich Engels és Karl Marx.
Jean-François de La Harpe Morelly kommunisztikus elképzeléseit „a beteg agy őrült hipotézisének” nevezte. Ezzel szemben Gracchus Babeuf a Természet kódexének hosszú szakaszait idézve méltatta szerzőjét: „a legelszántabb, a legrettentőbb, majdnem azt mondtam, hogy a rendszer legtüzesebb bajnoka”, bár Babeuf azt hitte, valójában Diderot a szerző.
Engels az Anti-Dühringben azt írta, hogy Morelly (és Mably) „kifejezetten kommunista elméleteket" alkotott.
André Lichtenberger, a XIX. század végének nagy francia történésze szerint a Természet törvénykönyve „a tizennyolcadik század legfontosabbat szocialista könyve”.
Az Index Szent Kongregációja, a könyvek és nyomtatott kiadások cenzúrájáért felelős katolikus intézmény 1761. január 19-én rendelettel ítélte el a Természet törvénykönyvét és a legutóbbi időkig, egészen 1948-ig az Index librorum prohibitorum minden kiadásában szerepelt.

## Művei
- Esszé az emberi szívről, avagy az oktatás természetes elvei (Essai sur le cœur humain ou Principes naturels de l'éducation, 1743)
- A szépség természete, avagy a bűbájnak természetes ereje (Physique de la beauté ou Pouvoir naturel de ses charmes, 1748)
- A herceg, a szív örömei, avagy értekezés a nagy király képességeiről, valamint a bölcs kormányzat általános rendszeréről (Le Prince, les délices des cœurs ou Traité des qualités d'un grand roi, et système général d'un sage gouvernement, Amsterdam, 1751, Párizs, 1970)
- Az úszó szigetek elsüllyedése, avagy a híres Bilpai Baziliádja[6] (Naufrage des isles flottantes, ou Basiliade du célèbre Pilpai, 1753, Messina)
- A természet törvénykönyve, avagy e törvények mindeddig elhanyagolt, figyelmen kívül hagyott valódi szelleme (Code de la nature, ou Le véritable esprit de ses lois de tout temps négligé ou méconnu, Amsterdam, 1755; Stéphanie Roza kritikai kiadása, éditions la ville brûle, 2011)
- A szépség természete – Simone Mazauric előszavával, (Physique de la beauté, préface de Simone Mazauric, Laborintus, Lille-Párizs, 2017)